# Lily Collins
Lily Jane Collins (Guildford, 18 de março de 1989) é uma atriz, escritora e produtora britânica, mais conhecida por interpretar Emily Cooper na série de televisão Emily em Paris.

## Biografia
Lily Jane Collins nasceu no dia 18 de março de 1989, na Inglaterra e mudou-se aos cinco anos para os Estados Unidos. É filha do músico Phil Collins e de Jill Travelman, sua segunda esposa. Tem quatro meio-irmãos: Joely, Simon, Nicholas e Matthew.

## Vida pessoal
Desde julho de 2019, Collins está em um relacionamento com o diretor e escritor Charlie McDowell. O casal noivou em setembro de 2020. Lily e Charlie se casaram no dia 4 de setembro de 2021.

## Carreira

### Jornalismo
Quando adolescente, Collins escreveu uma coluna (intitulada: NY Confidential) para a revista britânica "Elle Girl". Ela também tem escrito para Seventeen, Teen Vogue e as revistas de Los Angeles Times.

### Desfiles e aparições em revistas
Ela foi escolhida pela Chanel para usar um de seus vestidos em 2007 Bal Dés Debutantes (um baile de caridade), no Hôtel de Crillon, em Paris. Ela foi escolhida pela revista Glamour Espanha em 2008 como modelo internacional "do ano" e apareceu na capa da revista em agosto de 2009. Collins foi uma das vinte mulheres nomeadas pela revista Maxim como uma das "Mais quentes filhas de estrelas do Rock" em 2009. Em 2013 foi nomeada como embaixadora da Lancôme, estrela a nova campanha de maquiagem da marca, intitulada como French Ballerina, que saiu na Primavera de 2014.

### Atriz e apresentadora
Collins começou a atuar aos dez anos de idade, na série da CBB. Ela se mudou para os Estados Unidos quando tinha cinco anos e começou a atuar no teatro da Academia de Artes Dramáticas da Juventude.
Collins cobriu a campanha presidencial de 2008 nos Estados Unidos como uma apresentadora do programa Kids Pick the President, da Nickelodeon. Ganhou um Young Hollywood Award em 2008 como "Nova Correspondente no Tapete Vermelho". Ela apareceu em dois episódios do programa de televisão 90210, incluindo o final da temporada 2008-2009.
Lily está no filme de 2009, The Blind Side como Collins Tuohy, a filha da personagem de Sandra Bullock, Leigh Anne Tuohy. Ela também atuou como a sobrinha do sacerdote guerreiro Lucy no thriller Priest, ao lado de Paul Bettany. Também atuou ao lado de Taylor Lautner, Alfred Molina e Jason Isaacs no filme Abduction. Em 2012, estreou ao lado de Julia Roberts em Mirror Mirror. Em março de 2012, foi anunciado que Collins iria assumir o papel de Samantha em Stuck in Love, estrelando ao lado de Jennifer Connelly, Logan Lerman, and Greg Kinnear.  Em 2013, Lily participou do filme de comédia independente The English Teacher ao lado de Julianne Moore. Ela também viveu Clary Fray, a protagonista do filme baseado no primeiro volume da série de livros The Mortal Instruments, The Mortal Instruments: City of Bones. Lily tem o papel de protagonista na adaptação do livro Love, Rosie, estrelando ao lado de Sam Claflin, que estreou dia 22 de outubro de 2014 no Reino Unido e 5 de março de 2015 no Brasil. Ela também viveu Cecelia Brady na série The Last Tycoon, estrelando ao lado de Matt Bomer, que foi ao dia 28 de julho no serviço de streaming, Amazon Prime. A série foi cancelada pela Amazon após nove episódios, finalizando com apenas uma temporada.
Em agosto de 2017 foi anunciado que Lily faria parte do elenco do filme biográfico sobre o escritor J. R. R. Tolkien, onde ela vive a esposa do escritor, Edith Bratt, coprotagonizando com Nicholas Hoult. Também anunciado no final de 2017 que estrelará ao lado de Zac Efron em Extremely Wicked, Shockingly Evil and Vile, um filme biográfico sobre o serial killer Ted Bundy, contado no ponto de vista de Elizabeth Kloepfer, interpretada por Lily. Extremely Wicked, Shockingly Evil and Vile ainda não possui data de estreia.

## Filmografia
| Cinema | Cinema                                    | Cinema             | Cinema         |
| ------ | ----------------------------------------- | ------------------ | -------------- |
| Ano    | Título do Filme                           | Personagem         | Notas          |
| 2009   | Um Sonho Possível                         | Collins Tuohy      |                |
| 2011   | Padre                                     | Lucy Pace          |                |
| 2011   | Sem Saída                                 | Karen Murphy       |                |
| 2012   | Espelho, Espelho Meu                      | Branca de Neve     |                |
| 2012   | Ligados pelo Amor                         | Samantha Borgens   |                |
| 2013   | Adorável Professora                       | Hallie Anderson    |                |
| 2013   | Os Instrumentos Mortais: Cidade dos Ossos | Clary Fray         |                |
| 2014   | Simplesmente Acontece                     | Rosie Dunne        |                |
| 2016   | Regras Não Se Aplicam                     | Marla Mabrey       |                |
| 2017   | O Mínimo para Viver                       | Ellen (Eli)        |                |
| 2017   | Okja                                      | Red                |                |
| 2017   | The Dig                                   | Zoe                | Curta-metragem |
| 2018   | Grump: O Feiticeiro Trapalhão             | Dawn               | Voz            |
| 2019   | Tolkien                                   | Edith Bratt        |                |
| 2019   | Ted Bundy: A Irresistível Face do Mal     | Elizabeth Kloepfer |                |
| 2020   | Herança                                   | Lauren Monroe      |                |
| 2020   | Mank                                      | Rita Alexander     |                |
| TBA    | Halo of Stars                             | Misty Dawn         |                |
| TBA    | Gilded Rage                               |                    |                |
| 2022   | Windfall                                  |                    |                |
| TBA    | Polly Pocket                              | Polly Pocket       |                |

| Televisão     | Televisão                        | Televisão     | Televisão                                             |
| ------------- | -------------------------------- | ------------- | ----------------------------------------------------- |
| Ano           | Título                           | Personagem    | Notas                                                 |
| 2009          | Barrados no Baile – Nova Geração | Phoebe Abrams | 2 episódios                                           |
| 2016-2017     | O Último Magnata                 | Cecelia Brady | Protagonista; 9 episódios                             |
| 2018          | Les Misérables                   | Fantine       | Protagonista                                          |
| 2020–presente | Emily em Paris                   | Emily Cooper  | Série de televisão; Protagonista; Produtora executiva |
| 2021          | Calls                            | Camila        | Série de televisão                                    |

| Videoclipe | Videoclipe      | Videoclipe   | Videoclipe         |
| ---------- | --------------- | ------------ | ------------------ |
| Ano        | Título          | Personagem   | Artista            |
| 2013       | Claudia Lewis   | Garota Alien | M83                |
| 2013       | City of Angels  | Ela mesma    | 30 Seconds to Mars |
| 2019       | Save Me Tonight | Estudante    | ARTY               |

## Prêmios e nomeações
| Ano  | Associação                     | Categoria                                                   | Trabalho                              | Resultados | Ref.   |
| ---- | ------------------------------ | ----------------------------------------------------------- | ------------------------------------- | ---------- | ------ |
| 2008 | Young Hollywood Awards         | One to Watch                                                | Ela mesma                             | Venceu     |        |
| 2012 | Teen Choice Awards             | Teen Choice Award for Choice Movie Actress - Sci-Fi/Fantasy | Mirror Mirror                         | Indicado   | [ 11 ] |
| 2013 | MTV Movie Awards               | Summer's Biggest Teen Bad A**                               | The Mortal Instruments: City of Bones | Indicado   |        |
| 2014 | Teen Choice Awards             | Choice Movie Actress - Action                               | The Mortal Instruments: City of Bones | Indicado   | [ 12 ] |
| 2016 | Hollywood Film Awards          | New Hollywood Award                                         | Rules Don't Apply                     | Venceu     | [ 13 ] |
| 2017 | Golden Globe Award             | Best Actress - Motion Picture Comedy or Musical             | Rules Don't Apply                     | Indicado   |        |
| 2017 | Costume Designers Guild Awards | Lacoste Spotlight Award                                     | Rules Don't Apply                     | Venceu     | [ 14 ] |
| 2021 | Golden Globe Award             | Best Television Series, Musical or Comedy                   | Emily in Paris                        | Indicada   |        |